# Pterotaea expallida
Pterotaea expallida là một loài bướm đêm trong họ Geometridae.